# Luzberto Pantoja
Luzberto Enrique Pantoja Rubilar (Florida, 24 de agosto de 1902 - Tomé, 13 de agosto de 1987) fue un funcionario, bombero y político chileno, miembro del Partido Democrático Nacional (Padena).

## Familia y estudios
Nació en Florida (Chile), el 24 de agosto de 1902; hijo de Jerónimo Pantoja Jara y Zoila Rosa Rubilar Salinas. Realizó sus estudios primarios en la Escuela N°1 de Tomé.
Se casó en dicha comuna, el 15 de febrero de 1925, con Enriqueta Henríquez Fuentealba, con quien tuvo cuatro hijos. Años más tarde, se casó en segundas nupcias, también en la misma comuna, el 7 de enero de 1950, con María Lidia Saavedra Ramírez, con quien tuvo una hija.
El 15 de marzo de 1929, ingresó a trabajar a la Municipalidad de Tomé, como inspector y luego secretario de la alcaldía, permaneciendo en dicha institución hasta el 30 de abril de 1961. También, fue presidente de la Junta de Vecinos de Tomé.
En 1942 viajó a Buenos Aires, Argentina, a cargo de la «Brigada Modelo» de Boy Scouts, formada por todas las Brigadas de la provincia de Concepción.

## Carrera política
Militante del Partido Democrático Nacional (Padena), en las elecciones parlamentarias de 1961, fue elegido como diputado por la Decimoséptima Agrupación Departamental (correspondiente a los departamentos de Concepción, Tomé y Talcahuano), por el período legislativo 1961-1965. Durante su gestión integró la Comisión Permanente de Vías y Obras Públicas; la de Gobierno Interior; y la de Policía Interior y Reglamento. Además, fue miembro de la Comisión Especial del Carbón.
Tres años después de dejar el Congreso Nacional, en elecciones municipales de 1967, fue elegido como alcalde de Tomé, para el periodo entre 1967 y 1971.
Paralelamente a su actividad profesional y política, durante cuarenta y seis años perteneció al Cuerpo de Bomberos, siendo fundador de la 3.ª Compañía de Bomberos de Tomé. Por otra parte, fue miembro de la Cruz Roja de Chile; de la Liga Protectora de Estudiantes; y de la Asociación de Boy Scouts. También, fue presidente del Consejo Local de Deportes de Tomé, dependiente de la Dirección General de Deportes y Recreación (Digeder), hasta 1987. Asimismo, fue el fundador de la Asociación de Árbitros.
Debido a su larga trayectoria en Tomé, en 1984 fue declarado «hijo ilustre» por parte de la Municipalidad de esa comuna. Falleció allí también, el 13 de agosto de 1987.